# Turi Bálint
Turi Bálint Tibor (Budapest, 1978. február 4. –) magyar színész, szinkronszínész, improvizációs tréner.

## Élete
1996-ban érettségizett, Pethes György színész osztályában végzett, majd a Madách Színházba került. Öt évet töltött az Rs9 Színházban Lábán Katalin igazgatása és Balkay Géza művészeti vezetése alatt. Szabadúszóként dolgozott a Székelyudvarhelyi Tomcsa Sándor Színházban, a Budapesti Kamaraszínházban, a Térszínházban, az Esztrád Színházban, az Itt és Most improvizációs társulatban, tagja volt a Hepp színháznak ahol trénerként is dolgozni kezdett.
Improvizációs színházi kísérletekben, televíziós háttérmunkákban – casting, improvizációs / kommunikációs trénig gyakran közreműködik (megbízók 2016-tól, a teljesség igénye nélkül: RTL Klub, Bayer, KFC, Iceberg, MCC középiskolás és roma program, Versünnep Alapítvány, KultUp program, Tv2 Akademia, Bisnode). A kétezres évek eleje óta szerepel tv-sorozatokban és filmekben, szinkronizál, hangja ismerős lehet narrációkból, tv- és mozifilmekből, reklámokból.
A Versünnep alapítvány kuratóriumi tagja, a Vers mindenkinek sorozat előadója. A 2019. és 2023. évi Tokaji Írótábor színész előadója. Az Írókorzó című portré sorozat műsorvezetője és közreműködője. A Nemzeti Filmalap forgatókönyv írói kurzusának hallgatója. 2020-tól a Déryné Program társulat tagja.
A SpílerTV (Spíler1 és Spíler2) csatornák hangja.

## Színház
- 2024 Patika- Kovács,jegyző
- 2023 KultUp program VersImpro-József Attila,Dsida Jenő, KorTárs program
- 2023 Lovagias ügy-Salgó Alfred
- 2022 Balkáni gerle- Demeter
- 2021 Holdbeli csónakos – Memnon
- 2021 Kék róka – Sandor,  Déryné társulat
- 2021 Szívedbe fényt – színész-rendező  https://deryneprogram.hu/
- 2020 Déryné ifjasszony – Luby, Déryné társulat
- 2020 János Vitéz – színész, Déryné társulat[3]
- 2015-től Rs9: Impro NevetségEST szereplő
- 2015 Kalauz nélkül rendező Bemutató 2015. április 24.
- 2015 Gárdonyi Géza: Göre Gábor Bíró Úr Könyve színész Bemutató 2015. január 24.
- 2014 A ravatal színész Bemutató 2014. november 15.
- 2013 Vonnegut: Időomlás rendező
- 2013 Írószövetségek harca színész Bemutató 2013. február 23.
- 2011 Ajtót nyitok előadó Bemutató 2011. szeptember 7.
- 2005 Cymbeline: Cleante, színész Bemutató 2005. február 25.
- 2005 Mesék a szerelemről színész Bemutató 2005. június 18.
- 2005 Liliom színész Bemutató 2005. december 9.
- 2005 József Jolán, az édes mostoha színész Bemutató 2005. április 29.
- 2004 Lepketánc színész Bemutató 2004. június 3.
- 2004 Légy jó mindhalálig színész Bemutató 2004. december 21.
- 2004 Csongor és Tünde: Csongor, színész Bemutató 2004. október 15.
- 2004 Pericles színész Bemutató 2004. január 30.
- 2002 Macbeth színész Bemutató 2002. november 8.
- 2002 Vesztegzár a Grand Holtelban színész Bemutató 2002. március 8.
- 2001 Ördög bújjék...! színész Bemutató 2001. április 27.
- 2000 Lugosi – A vámpír árnyéka színész Bemutató 2000. március 17.
- 1999 Nyomorultak színész Bemutató 1999. november 19.
- Georges Feydeau – Bolha a fülbe
- Felicien Marceau – A tojás

## Film
- 2025 előkészületben Fulladás/Légszomj (játékfilm) Kelevéz Norbert
- 2023–2024 Drága örökösök – A visszatérés – Főlovász (TV sorozat)
- 2022 Elveszett idők (kisjátékfilm)
- 2021 Blokád – vidéki taxis (játékfilm)
- 2021 A gyémántút pora – orvos (kisjátékfilm)
- 2020/21/22 Írókorzó kortárs íróportré sorozat
- 2020 Jóban Rosszban (TV sorozat)
- 2019 Mintaapák – kutyatulajdonos (TV sorozat)
- 2018 Parázs a szívnek Vámos Zoltán filmje
- 2017 No Place Like on the Road Gyuri Kriegler
- 2017 Kincsem German bookie
- 2015 Munkaügyek (TV sorozat) Nyitrai Imre
- 2013 Las aventuras del capitán Alatriste (TV sorozat) Taquillero
  - Los dos ingleses (2013) ... Taquillero
  - Con la soga al cuello (2013) ... Taquillero
- 2005 Reneszánsz (rövidfim)
- 2004 Nyócker! (hang)
- 1998 Szomszédok (TV sorozat)

## Szinkron
- The Great North: Beef, Nick Offerman
- John and Lisa's weekend kitchen: John Torode
- Critter Fixers: Dr. Hodges
- Stargate Atlantisz: Ronon, Jason Momoa
- Jackass – Johnny Knoxville
- The end of the tour David, Jason Segel
- Bad Banks Luc Jacobi, Marc Limpach
- Pablo Escobar: El Patron del Mal Pablo, Andrés Parra
- Braddy Barr
- Zsarnokok narrátor
- Chicago Fire Otis, Brian Zvonecek
- Londoni rémtörténetek / Penny Dreadful / Sembene, Danny Sapani
- Fargo 2. Bear Gerhardt, Angus Sampson
- A tengerészgyalogos Mike 'The Miz' Mizanin
- Jigsaw 2017 Ryan, Paul Braunstein
- Zou
- Monchichi
- Nyuszipoly: Bunnicula
- The Americans Chris, Maximiliano Hernández
- Királyság! / the royals Jasper, Tom Austen
- Vámpírnaplók Enzo, Michael Malarkey
- Teen wolf, Stilinsky sheriff, Linden Ashby
- John Torode masterchef australia
- Rizzo_the_Rat The_Muppets_(TV_series)
- Veszélyes tanerők (Those Who Can't) – Geoffrey / Rory Scovel
- Furry Vengeance Drágán add a rétedet Brendan Fraser / Dan Sanders
- Walking dead – Jerry / Cooper Andrews
- Where do you live? Mit mondtál, hol laksz? – narrátor
- The Durrels – Basil / Miles Jupp
- Csernobil: Alekszandr Juvcsenko – Douggie McMeekin
- Four weddings and a funeral Mini series – Basheer / Guz Khan
- Született detektívek – Frankie Rizzoli, Jordan Bridges